# Sant Simeó Estilita (el Bruc)
Sant Simeó és una capella totalment enrunada situada dins d'un conjunt de cases al terme municipal Bruc (Anoia) protegida com a bé cultural d'interès local. Va ser utilitzada com a local per fer-hi vi. Ha estat molt modificada. A l'extrem est, on devia haver-hi l'absis (pel que sembla rectangular), hi ha adossada una construcció amb cups en el seu interior. Era d'una sola nau i presenta dues finestres al mur sud i una al nord, totes de doble esqueixada. La porta devia ser a l'oest. En aquesta capella hi havia el retaule del segle xvi de Sant Simeó que el 1772, es traslladà a la capella de Ca l'Oller.